# Hyloscirtus
Hyloscirtus is een geslacht van kikkers uit de familie boomkikkers (Hylidae). De groep werd voor het eerst wetenschappelijk beschreven door Wilhelm Peters in 1882. Later werd de wetenschappelijke naam Hylonomus gebruikt. De soort Hyloscirtus princecharlesi is vernoemd naar Prins Charles.
Er zijn negentien soorten, vroeger was het soortenaantal hoger maar veel soorten worden tegenwoordig tot het geslacht Colomascirtus gerekend. Alle soorten komen voor in Midden- en Zuid-Amerika. De soorten komen voor in de landen Bolivia, Colombia, Costa Rica, Ecuador, Peru en Venezuela.

## Soorten
Geslacht Hyloscirtus
- Soort Hyloscirtus albopunctulatus
- Soort Hyloscirtus alytolylax
- Soort Hyloscirtus bogotensis
- Soort Hyloscirtus callipeza
- Soort Hyloscirtus colymba
- Soort Hyloscirtus denticulentus
- Soort Hyloscirtus diabolus
- Soort Hyloscirtus estevesi
- Soort Hyloscirtus jahni
- Soort Hyloscirtus lascinius
- Soort Hyloscirtus lynchi
- Soort Hyloscirtus mashpi
- Soort Hyloscirtus palmeri
- Soort Hyloscirtus phyllognathus
- Soort Hyloscirtus piceigularis
- Soort Hyloscirtus platydactylus
- Soort Hyloscirtus sarampiona
- Soort Hyloscirtus simmonsi
- Soort Hyloscirtus torrenticola

Aplastodiscus · 
Bokermannohyla · 
Colomascirtus · 
Hyloscirtus · 
Hypsiboas · 
Myersiohyla